# 倭文神社 (韮崎市)
倭文神社（しずりじんじゃ）は、山梨県韮崎市にある神社である。

## 倭文神社

### 歴史
甲斐国の延喜式内社の20社の1つとして数えられ、甲斐国志には倭文神社降宮明神と記されている。穂坂町の総社で宮久保、柳平、三ツ沢三村の産神で郷中最も格式の高い神社である。
境内掲示に、倭文は「しずおり」で、麻などの繊維を赤・青などに染めて横糸として織った古代織物である、と記されている。また、穂坂御牧が栄えたころ、御牧の役人の妻や娘などが中心となって織った精巧な織物でこれらの女性たちが技芸の上達を祈るために天羽槌雄命・天棚機姫命を祀ったのが、この神社の起りである。降宮は「おりみや」で、織宮を意味する。江戸時代に幕府は一二石五斗の社領を寄進した、と記されている。

### 祭神
- 天羽槌雄命
- 天棚機姫命

## 本宮倭文神社
本宮倭文神社は、山梨県韮崎市にある神社である。

### 歴史
宮久保に鎮座する倭文神社の山宮である七夕社と上村組にあった神明社、窪村組の貴船社、武田時代の烽火台といわれる城山の天神社を、貴船社の社地に合併して、1959年（昭和34年）、許可を得て本宮倭文神社と改称した神社である。

### 祭神
- 天羽槌雄命（七夕社）
- 天棚機姫命（七夕社）
- 天照大神（神明社）
- 豊受大神（神明社）
- 伊弉冊命（貴船社）
- 菅原道真（天神社）